# Hinnavaru
Hinnavaru (en maldivien : Hinnavar) est l'une des îles habitées de l'atoll de Lhaviyani. L'île a une population de plus de 5 000 habitants.

## Géographie
L'île est à 146,11 km (91 mi ; 79 milles marins) au nord de la capitale du pays, Malé. Elle est particulièrement vulnérable à l'égard du changement climatique.
La remise en état des terres à Hinnavaru a provoqué des changements drastiques. À partir de 2010, un projet de remise en état a été réalisé par Boskalis, l'île gagnant 27 ha (67 acres) de terres.

## Démographie
La population enregistrée en juin 2012 était de 4 676 personnes (2 404 hommes et 2 272 femmes). Il y a environ 715 foyers enregistrés, mais le nombre de foyers habités s'établit à 480. Selon le recensement de 2006, Hinnavaru avait une population de 3 017 (1 358 hommes et 1 359 femmes). L'île avait un taux d'alphabétisation de 96,48%. La population de l'île avait diminué de 1,04% par rapport au recensement de 2000. Au recensement de 2014, le nombre était tombé à 2 449. 
Hinnavaru est la deuxième île la plus peuplée de l'atoll de Lhaviyani.

## Économie et infrastructures
Le taux de chômage des jeunes (15-20 ans), en 2006, était de 35 %,.

### Communication
Les services de communication disponibles sont de bonne qualité à Hinnavaru, où opèrent notamment les entreprises Onoredoo et Dhiraagu,.

### Infrastructures portuaires
Avec l'aide du Fonds koweïtien pour le développement économique arabe (KFAED) après le tsunami de 2004, un projet a été réalisé en deux étapes. Après la deuxième étape, le port a été inauguré le 20 novembre 2010,.

### Électricité
L'électricité est fournie à l'île par la State Electrical Company (STELCO).

### Système d'égouts
Un système d'égouts a été installé par le gouvernement des Maldives, créé le 31 janvier 2011. Il a été construit dans le cadre du Fonds koweïtien pour le développement économique arabe (KFAED).

### Eau
Un approvisionnement en eau potable a été introduit en 2017, avec l'aide de l'Agence des États-Unis pour le développement international,.